# أوستين إيفانز
أوستين إيفانز (بالإنجليزية: Austin Evans)‏ هو سياسي أسترالي، ولد في 3 يونيو 1968. نشط حزبياً في New South Wales National Party ‏.

## مناصب
- انتخب عضو المجلس المحلي [الإنجليزية]‏ Murrumbidgee Council [الإنجليزية]‏ (9 سبتمبر 2017 – ).
- انتخب عضو المجلس المحلي [الإنجليزية]‏ Murrumbidgee Shire [الإنجليزية]‏ (2012 – 12 مايو 2016).
- انتخب عمدة Murrumbidgee Shire [الإنجليزية]‏ (2014 – 12 مايو 2016).
- في 2017 Murray state by-election [الإنجليزية]‏، انتخب عضو الجمعية التشريعية لنيو ساوث ويلز عن دائرة موراي [الإنجليزية]‏ (14 أكتوبر 2017 – 23 مارس 2019).